# کاچیران
کاچیران یک برند ایرانی و یک تولیدکننده چرخ خیاطی در ایران است. این کارخانه تنها تولیدکننده چرخ خیاطی در ایران است.
این شرکت در دومین جشنواره بین‌المللی برترین نام و نشان‌های تجاری ایران به عنوان یکی از یک صد برند برتر ایرانی برکزیده شده‌است.
مرکز اصلی و کارخانجات این شرکت در ایران واقع می‌باشد.
کاچیران در سال ۱۳۵۹ شمسی توسط آقای سید صادق سبزواری تأسیس گردید. این کارخانه با خریداری تمامی تجهیزات و ماشین آلات و خرید تکنولوژی از شرکت فاف آلمان که خط مونتاژ خود را راه‌اندازی نمود؛ و در سال ۱۳۷۰ نخستین محصولات آن وارد بازار ایران گردیدند. 
خطوط تولیدی این کارخانه در سال ۱۳۷۴ مورد بهره‌برداری قرار گرفت. کارخانه کاچیران از سال ۱۳۷۷ از تکنولوژی ژانومه ژاپن نیز استفاده نموده‌است.
کارخانه کاچیران، همچنان با قوت به عنوان تنها تولیدکننده چرخ خیاطی خانگی خاورمیانه به کار خود ادامه می‌دهد.

## نامهای تجاری و محصولات
این کارخانجات محصولاتی با نام‌های تجاری «نیولایف»، «یاسمین»، «ژانینا» ، «رز» ، «برونیکا» ، «الیزابت» و «نرگس» تولید می‌نمایند.
محصولات:
در حال حاضر ۲۱ مدل چرخ خیاطی نیو لایف، یاسمین و ژانینا با کارایی و با قیمت‌های متفاوت در داخل کشور تولید و به بازارهای داخلی و خارجی عرضه می‌شود. یک مدل چرخ کامپیوتری هم در دست طراحی و ساخت داخل است که به زودی به مرحله تولید خواهد رسید. با برنامه‌ریزی‌هایی که انجام شده تا دو سال آینده تعداد مدل‌های چرخ‌های تولیدی این کارخانه به ۲۵ مدل خواهد رسید. استقبال مصرف‌کنندگان طی سال‌های اخیر موجب شده تا محصولات این شرکت بیش از۹۰ درصد بازار مصرف داخلی را به خود اختصاص دهد. با توجه به خدمات پس از فروش گسترده، ضمانت‌نامه‌های دوساله و آموزش رایگان همچنین تأمین قطعات یدکی فراوان محصولات این شرکت مورد توجه خریداران قرار گرفته‌است. ظرفیت تولید این کارخانه که تنها کارخانه در خاورمیانه و مجهز به مدرن‌ترین ماشین‌آلات و آخرین تکنولوژی است سالانه یکصد هزار دستگاه چرخ خیاطی در یک شیفت است که تا سیصد هزار دستگاه در سال قابل افزایش می‌باشد. قابل توجه است که هم‌اکنون حدود ۸۰ کارخانه برای ساخت تعدادی از قطعات چرخ با این شرکت همکاری دارند و هنوز هم برای تولیدکنندگان دیگری که بتوانند در حد استاندارد به ساخت قطعات بپردازند جایگاه‌های مناسبی وجود دارد.

## مشتریان خارجی
یکی از اهداف مهم بنیان‌گذاران این کارخانه از ابتدا بین‌المللی کردن این شرکت و صدور محصولات آن به سایر کشورها بود. به همین دلیل از سال ۱۳۷۶ با ایجاد واحد صادرات، بازاریابی و تحقیق بازار در تمام قاره‌های جهان آغاز شد، خوشبختانه به دلیل کیفیت بالای محصولات استقبال چشمگیری از سوی بازرگانان خارجی از محصولات این شرکت به عمل آمد و طی مدت کوتاهی محصولات آن به بیش از ۳۵ کشور جهان صادر شد و تا هم‌اکنون نیز این استقبال پابرجا باقی‌مانده و همه ساله کشورهای جدیدی به حوزه‌های صادراتی آن اضافه می‌شود. احداث خط مونتاژ محصولات کاچیران در آلمان و با مشارکت یک شرکت آلمانی، با نام تجاری گریتزنر (GRITZNER)، زمینه بسیار مساعدی را جهت صادرات به کلیه کشورهای جهان فراهم کرده‌است که یکی از مهم‌ترین حوزه‌های صادراتی آن کشور روسیه و چند کشور بزرگ دیگر است.
محصولات کاچیران تاکنون به این کشورها صادر شده‌است:
آلمان، انگلیس، فرانسه، اتریش، بلژیک، اسپانیا، فنلاند، دانمارک، جمهوری چک، ترکیه، عربستان، امارات متحده عربی، کویت، کره جنوبی، تایوان، چین، عراق، پاکستان، هند، مالزی، آفریقای جنوبی، کنیا، سومالی و…
خدمات پس از فروش:
یکی از افتخارات بزرگ شرکت کاچیران ارائه خدمات پس از فروش گسترده در سراسر ایران و مناطق صادراتی است. هم‌اکنون حدود ۳۰۰ مرکز مجهز خدمات پس از فروش در سراسر ایران مسوولیت خدمات رسانی به مشتریان این شرکت را به عهده دارند. قطعات یدکی فراوان و در دسترس بودن این مراکز موجب گردید تا مصرف‌کنندگان چرخ خیاطی محصولات شرکت کاچیران را به سایر محصولات مشابه ترجیح دهند.
برنامه آینده:
شرکت کاچیران چند سالی است که طراحی و تولید یک مدل چرخ خیاطی الکترونیکی را در دست اقدام دارد که نمونه سازی‌های اولیه آن انجام شده و کارشناسان شرکت همچنان در حال بررسی و بهینه‌سازی آن می‌باشند. افزایش کیفیت و حجم تولیدات نیز از دیگر برنامه‌های آینده شرکت می‌باشد.

## برند کاچیران
برند کاچیران در سال ۱۳۹۲ در دهمین جشنواره ملی قهرمانان صنعت ایران به عنوان یکی از برترین برندهای ایران شناخته شد.
گواهینامه‌ها:
در مورد حفظ کیفیت، مدیریت شرکت از بدو تولید سعی در کنترل و ارتقاء کیفیت محصولات خود داشته و خوشبختانه در این زمینه کاملاً موفق بوده‌است. دریافت استاندارد ملی، استاندارد هابین المللی ISO 9001-200 و ISO 14001 و گواهینامه صادرات به اروپا(CE)و استانداردعریستانSASO از توفیقات شرکت در این زمینه بوده‌است.